# Stelle una sola ce n'è
Stelle una sola ce n'è è la tredicesima raccolta di Loretta Goggi, pubblicata nel 2020.

## Descrizione
Il doppio album raccoglie 41 brani dalla discografia di Loretta Goggi, registrati tra il 1963 e il 1991, periodo nel quale era sotto contratto con le etichette RCA Italiana, Durium, CGD, WEA Italiana e Fonit Cetra, quest'ultime tre successivamente confluite nella major Warner Music Group.
La raccolta è stata pubblicata nel 2020 dalla D'Idee e distribuita dalla Arnoldo Mondadori Editore Spa in un'unica edizione, in formato doppio CD, con numero di catalogo 20SC0124 per il solo circuito delle edicole, in abbinamento al settimanale Tv Sorrisi e Canzoni ma anche in forma autonoma come periodico editoriale a sé stante.
L'album ripropone in ordine cronologico 41 singoli e alcune b sides della cantante già inclusi in altre raccolte precedenti, tralasciandone alcuni del primo periodo Durium, di cui due in coppia con la sorella Daniela, fatta eccezione per Se la cercherai, il primo singolo del 1963 inciso da Loretta a soli tredici anni, realizzato per l'edizione italiana della colonna sonora del film Sangue alla testa di Gilles Grangier, mai apparso prima in nessuna compilation o album della cantante, ma solo sul relativo 45 giri.

## Tracce
1. Se la cercherai (inedito in CD)
2. Vieni via con me (Taratapunzi-e)
3. Come amico
4. Mani Mani
5. Yeah!
6. Molla tutto
7. Un pomeriggio con te
8. Loretta con la "O"
9. Dirtelo, non dirtelo
10. Ma chi sei?
11. Notte matta
12. Ancora innamorati
13. Domani (con Daniela Goggi)
14. Ce stanno altre cose
15. Voglia (con Daniela Goggi)
16. Per amarti così
17. È meglio ridere
18. Lola
19. Cicciottella
20. La marcia dei bambini che vanno a letto
21. L'aria del sabato sera
22. Dispari
23. Notti d'agosto
24. Nun t'allargà
25. Maledetta primavera
26. Il mio prossimo amore
27. E pensare che ti amo
28. Hello Goggi
29. Pieno d'amore
30. Solo un'amica
31. Stralunata Roma
32. Oceano
33. Arrivederci stella del nord
34. Una notte così
35. Un amore grande
36. Notte all'opera
37. C'è poesia
38. Io nascerò
39. La notte
40. Il mio uomo
41. Si faran... canzone